# Kabir Khan
Kabir Khan (Hyderabad, ...) è un regista e sceneggiatore indiano.

## Filmografia parziale
- Kabul Express (2006) - regista e sceneggiatore
- New York (2009) - regista
- Ek Tha Tiger (2012) - regista e sceneggiatore
- Bajrangi Bhaijaan (2015) - regista, sceneggiatore e produttore
- Phantom (2015) - regista e sceneggiatore
- Tubelight (2017) - regista, sceneggiatore e produttore
- The Forgotten Army - Azaadi Ke Liye (2020) - regista; Web serie

## Premi
Lista parziale:

- National Film Awards
  - 2016: "Golden Lotus Award - Best Popular Film Providing Wholesome Entertainment"
- Apsara Film Producers Guild Awards
  - 2016: "Best Screenplay (Technical Awards)"
- Asian First Film Festival
  - 2007: "Swarovski Trophy - Best Director"
- International Indian Film Academy Awards
  - 2016: "Best Screenplay - Technical Award", "Best Film - Popular Award"
- Screen Awards
  - 2016: "Best Director"
- Zee Cine Awards
  - 2013: "Special Award - Power Club - Box Office Award"
- Times of India Film Awards
  - 2016: "Popular Award - Best Film"